# Scyllaea
Genre
Scyllaea est un genre de mollusques nudibranches de la famille des Scyllaeidae.

## Liste des genres
Selon World Register of Marine Species (10 février 2016) :
- Scyllaea fulva Quoy & Gaimard, 1824
- Scyllaea ghomfodensis Forsskål in Niebuhr, 1775
- Scyllaea lamyi Vayssière, 1917
- Scyllaea pelagica Linnaeus, 1758